# Bestimmungsübung
Eine Bestimmungsübung ist eine praktische Übung zur Bestimmung von Organismen (Tiere, Pflanzen, Einzeller etc.).
Bestimmungsübungen sind wichtiger Bestandteil der akademischen Ausbildung von Biologen, Landschaftsökologen, Geoökologen, teilweise auch von Umweltwissenschaftlern. In den Übungen wird das Bestimmen von Organismen mithilfe einschlägiger Bestimmungsschlüssel (sogenannter dichotomer Schlüssel) eingeübt. Bei diesen wird schrittweise das Vorhandensein oder die Abwesenheit bzw. die Struktur oder Gestalt von Merkmalen abgefragt. Durch aufeinander aufbauende Entscheidungssituationen gelangt man durch genaue Betrachtung des Tieres oder der Pflanze (häufig in Form eines Präparats) schließlich zur Artbestimmung. Neben Kursen, die stärker auf die innere Anatomie und Histologie von Lebewesen ausgerichtet sind, bilden Bestimmungsübungen die praktische Grundlage für Kenntnisse in der Zoologie, Botanik und Vegetationskunde. Wie in zahlreichen anderen akademischen Fächern haben sich mit der Zeit wenige Lehrwerke durchgesetzt, die nun standardmäßig in den Kursen verwendet werden. In der Zoologie sind dies vor allem der „Stresemann“ oder der „Bährmann“ und in der Botanik der „Rothmaler“.
Neben der Klassifizierung von Lebewesen können auch Mineralien oder Ähnliches in Bestimmungsübungen behandelt werden mittels eines Entscheidungsbaums.